# Hikari (miasto)
Hikari (jap. 光市 Hikari-shi) – miasto w Japonii, w prefekturze Yamaguchi, w południowo-zachodniej części wyspy Honsiu, nad Morzem Wewnętrznym.

## Położenie
Miasto leży w zachodniej części prefektury, graniczy z miastami:
- Kudamatsu
- Yanai
- Iwakuni
- Shūnan